# Joegor (schiereiland)

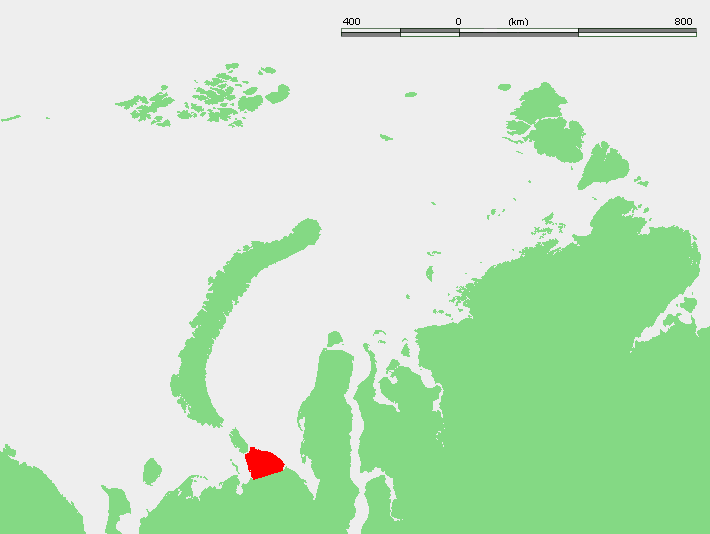
Ligging van het schiereiland Joegor: ten zuidoosten van Nova Zembla en ten westen van het schiereiland Jamal

Het schiereiland Joegor (Russisch: Югорский полуостров; Joegorski poloeostrov) is een groot schiereiland in het uiterste noordoosten van Europa, tussen de Petsjorazee (onderdeel van de Barentszzee) en de Karazee, in het autonome district Nenetsië van de Russische oblast Archangelsk. Het schiereiland heeft een oppervlakte van ongeveer 18.000 km² en grenst in het westen aan de Chajpoedyrbaai, in het noordwesten aan de Straat Joegor en in het oosten aan de rivier de Kara en de Bajdarataboezem. Ten oosten ervan bevindt zich het eiland Vajgatsj.
Op het zuidelijke deel bevindt zich de havenplaats Amderma. Naast Nenetsen wonen er ook wat Russen op het zeer dunbevolkte schiereiland. Ten zuidoosten van het schiereiland ligt de nederzetting Oest-Kara, aan de oostoever van de rivier de Kara. Nabij deze plaats bevindt zich de Karakrater, veroorzaakt door een meteorieteninslag nabij de Karaboezem, het nauwe estuarium van de rivier.
Het schiereiland is vernoemd naar Joegra, de historische benaming die de Russen tussen de 11e en 17e eeuw aan de gebieden ten oosten van de Petsjora en de Oeral (de woongebieden van de Chanten en de Mansen) gaven.

## Geografie
Het schiereiland bestaat grotendeels uit een golvend laagland met hoogtes tot 200 meter. Er bevinden zich (langs de kust) veel zeeafzettingen en gletsjerafzettingen. In het centrale deel bevindt zich de bergrug van de Paj-Choj met als hoogste punt de (Gora) Moreiz. De grootste rivier op het schiereiland is de Bolsjaja Ojoe.

## Klimaat
Op het schiereiland heerst een subarctisch klimaat met gemiddeld 7 maanden winter per jaar en korte koele zomers. De gemiddelde temperatuur varieert tussen –20°C in januari tot +7°C in juli. Het jaarlijkse neerslaggemiddelde bedraagt 300 mm. Doordat warme zeestromingen vanaf de Atlantische Oceaan de zee bereiken, is de Barentszzee is relatief warmer dan de Karazee, die gewoonlijk gemiddeld 9 maanden per jaar is bevroren. Dit heeft tot gevolg dat het oostelijke deel van het schiereiland Joegor in de lente en herfst vaak is bevroren, terwijl de westelijke kust dan vrij van ijs is.

## Flora en fauna
Het gebied bestaat uit toendra met als belangrijkste flora mossen, korstmossen, alsook polygoonbodems.